# 布雷维扬德
布雷维扬德（法語：Bréviandes，法語發音：[bʁevjɑ̃d]）是法国奥布省的一个市镇，位于该省中南部，属于特鲁瓦区和特鲁瓦香槟都会城市圈公共社区，其市镇面积为6.14平方公里，2022年1月1日时人口数量为3,091人。
布雷维扬德是特鲁瓦香槟都会城市圈公共社区的组成部分，位于特鲁瓦市区以南4公里。

## 行政
布雷维扬德的邮政编码为10450，INSEE市镇编码为10060。

## 地理

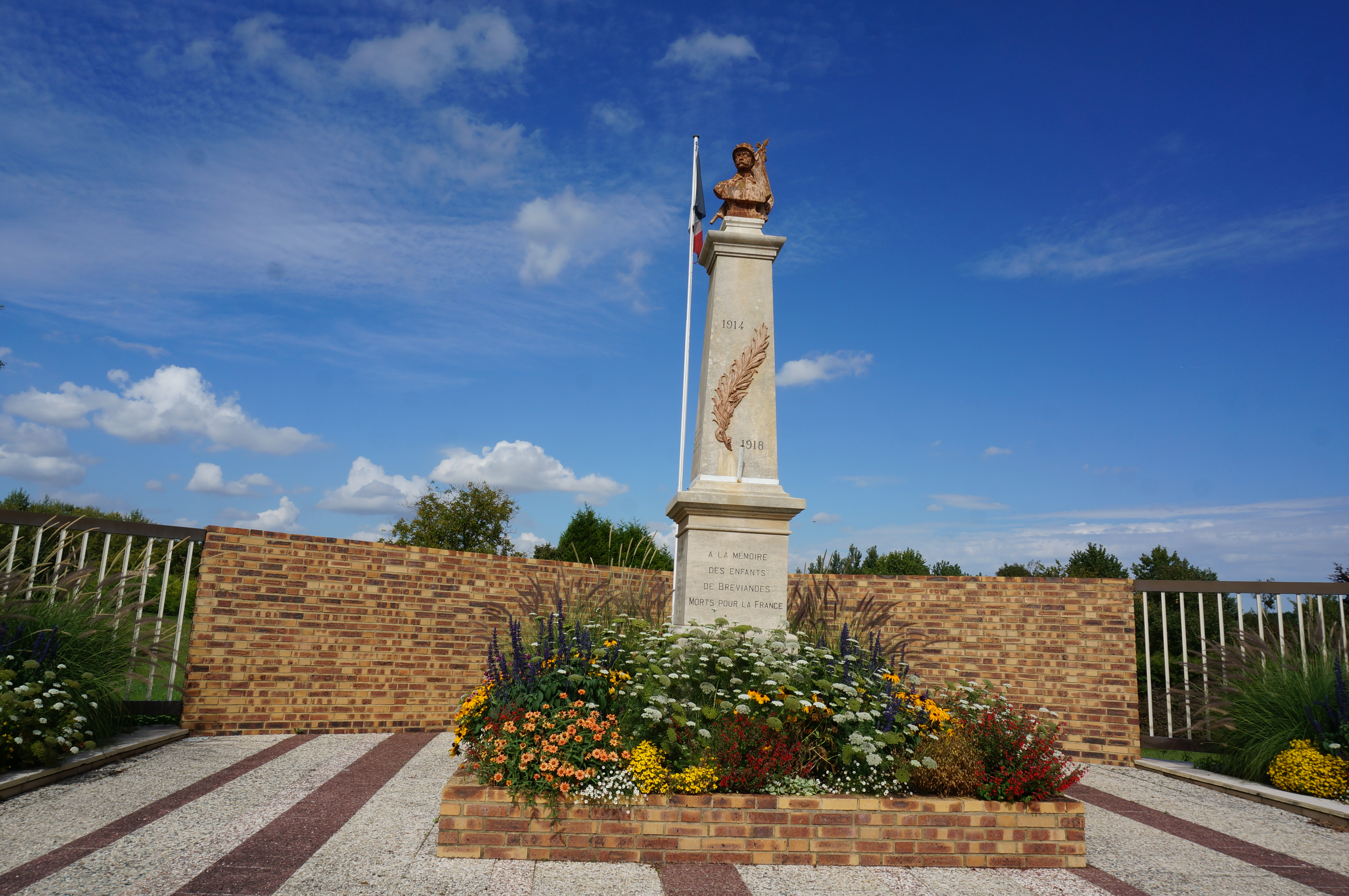
布雷维扬德一战遇难者纪念碑

布雷维扬德（48°15'22"N, 4°5'44"E）位于法国中北部偏东，大东部大区西南部和奥布省中南部。
与布雷维扬德接壤的市镇包括：比谢尔、特鲁瓦附近罗西耶尔、鲁伊圣卢、圣朱利安莱维拉、特鲁瓦附近圣莱热、韦里耶尔。
塞纳河流经布雷维扬德境内，境内地势平坦。
按照柯本气候分类法，布雷维扬德属于温带海洋性气候，全年温差较小，降水分布均匀。

## 历史
中世纪时，布雷维扬德境内建成了双水麻风病疗养院，中世纪末被毁。二战后，布雷维扬德形成居民区。

## 交通
特鲁瓦环城公路、奥布省省道D72线、D93线、D444线和D671线经过布雷维扬德境内。

## 政治
现任布雷维扬德市长为蒂埃里·布拉斯科先生（Thierry Blasco），他是一名左翼无党派人士。

## 人口
| 年份   | 1936 | 1946 | 1954 | 1962 | 1968  | 1975  | 1982  | 1990  | 1999  | 2004  | 2009  | 2014  | 2018  |
| ------ | ---- | ---- | ---- | ---- | ----- | ----- | ----- | ----- | ----- | ----- | ----- | ----- | ----- |
| 人口數 | 765  | 734  | 791  | 925  | 1,095 | 1,501 | 1,683 | 1,687 | 1,926 | 2,062 | 2,259 | 2,659 | 2,838 |